# دالة تلبيد تعموية

دالة تلبيد تعموية. يُلحَظ أنه حتى التغيرات الصغيرة في المصدر في الدخل (هنا في كلمة "over") یؤدي إلى تغيير جذري في الخرج الناتج، يتم ذلك بفعل ما يسمى أثر الانهيار الجليدي

دالة التلبيد التَّعْمَوِيَّة أو دالة التلبيد التَّعْمَوِيَّ (بالإنجليزية: Cryptographic hash function) هي دالة تلبيد، بمعنى أنها تأخذ أي عدد من قطع البيانات وتعيد سلسلة ثابتة الطول من البتات تسمى قيمة التلبيد المعماة، بحيث ان أي تغيير في البيانات الاصلية (عرضيًا أو متعمًدا) سوف يؤدي إلى تغيير كبير في قيمة الناتج المُلبَّد (باحتمال كبير جدا). عادة تسمى البيانات المعماة «الرسالة» ومقدار الناتج المُلبَّد يسمى بالخلاصة.
هذا النوع من الخوارزميات لا يحتاج إلى مفتاح تعمية لانه لا يُستخدَم لتعمية النصوص وإنما للتأكد من ان محتوى الرسالة موثوق ولم يُعدَّل. وذلك بمقارنة الخلاصة المرسلة مع الخلاصة المولدة من الرسالة المطلوب التأكد من تطابق القيمتين.
من الأمثلة على التلبيد التعموية خوارزميات إم دي5 وببر وخوارزمية التلبيد الآمنة 1 ‏.
تمتلك دالة التلبيد التعموية المثالية أربع صفات رئيسة:
- يمكن حساب خلاصة بسهولة لأي رسالة معطاة
- من غير الممكن حسابيًا توليد رسالة انطلاقًا من خلاصة معطاة.
- من غير الممكن حسابيًا تغيير رسالة من دون أن تتغير خلاصتها.
- من غير الممكن حسابيًا توليد رسالتين لهما الخلاصة نفسها.[2]

لدالات التلبيد التعموية تطبيقات عديدة في مجال أمن المعلومات، وخصوصًا في التواقيع الرقمية، رموز استيقان الرسائل MAC, وانواع الاستيقان الأخرى لاكتشاف المعلومات المكررة أو ملفات الكيانات 